# Rank 1
Rank 1 ist das gemeinsame Projekt der beiden niederländischen Trance-Produzenten Piet Bervoets und Benno de Goeij. Das Duo ist eines der erfolgreichsten Trance-Projekte der Niederlande.

## Werdegang
Piet Bervoets und Benno De Goeij trafen sich 1997 auf der Party eines gemeinsamen Freundes. Nach ersten Veröffentlichungen entstand 1998 der Name Rank 1. Der größte Hit ihrer Karriere gelang den beiden im Frühjahr 2000, als sie mit ihrer Single Airwave die Top Ten der britischen Singlecharts erreichten. Es folgten zahlreiche Clubhits, darunter der Remix von Superstring von Cygnus X. 2002 erschien unter dem Titel Symsonic das erste Album der beiden.
Neben ihren eigenen Aufnahmen machten sich Rank 1 einen Namen mit Remixen für andere Künstler, darunter Namen wie System F, ein Pseudonym von Ferry Corsten, (Cry), Baby D (Let me be your fantasy) und Push (Journey of life).
Aliases für Rank 1: A.I.D.A., Bervoets & De Goeij, Pedro & Benno, Southsquare, Two Disciples

## Diskografie

### Alben
- 2002: Symsonic

### Singles
- 1999: Black Snow / The Citrus Juicer
- 1999: Airwave (Innercity Theme 1999)
- 2001: Such Is Life (mit Shanokee) (Sensation Anthem 2001)
- 2002: Awakening (mit Olga Zegers)
- 2003: Breathing (Airwave 2003) (mit Aino Laos)
- 2003: It’s Up To You (Symsonic) (mit Shanokee)
- 2004: Beats At Rank-1 Dotcom (Trance Energy Anthem 2005) / After Me
- 2004: Unreleased Tracks From The Album Symsonic
- 2005: Opus 17 / Top Gear
- 2007: This World Is Watching Me (mit Armin van Buuren und Kush)
- 2007: Life Less Ordinary (mit Alex M.O.R.P.H. und Fragma)
- 2008: And Then… (mit Jochen Miller)
- 2009: L.E.D There Be Light (Trance Energy Anthem 2009)
- 2009: Symfo (Sunrise Festival Theme 2009)
- 2010: The Great Escape (mit Jochen Miller) (Entrance Theme 2010)
- 2010: 100 (mit Nic Chagall und Wippenberg)
- 2012: Wild And Perfect Day (mit Jochen Miller und Sarah Bettens)
- 2012: Witness (mit Cerf, Mitiska & Jaren)
- 2012: 7 Instead Of 8
- 2013: Elements Of Nature (mit M.I.K.E.)
- 2013: Floorlifter
- 2013: 13.11.11
- 2014: Freudenrausch (mit Dennis Sheperd)
- 2014: Airwave (21st Century Remix)

### Remixes
- Freddie Mercury – Love Kills
- Ronald Van Gelderen – This Way
- ATB – Humanity
- Mr. Sam – Lyteo
- Angel City – Touch Me
- Push – Journey Of Life
- Delerium – Underwater
- Nu NRG – Dreamland
- Mark Aurel – The Sound Of Love
- Jam X & De Leon – Mind Made Up
- Ayumi Hamasaki – Dearest
- York – Reachers Of Civilization
- Mary Griffin – This Is The Moment
- Baby D – Let Me Be Your Fantasy
- System F – Cry
- Angelic feat. Jan Johnston – It’s My Turn
- Ayumi Hamasaki – Far Away
- Super8 & Tab feat. Julie Thompsom – My Enemy
- Cygnus X – Superstring
- Mat Zo – 24 Hours
- Velvetine  – Safe (Wherever you are)